# Карнавичюс, Юргис
Ю́ргис Карна́вичюс (лит. Jurgis Karnavičius, Юрий Лаврович Карнович; 23 апреля (5 мая) 1884, Ковно, Ковенская губерния, Российская империя, ныне Литва — 22 декабря 1941, там же) — литовский композитор и педагог.

## Биография
Родился в обрусевшей православной семье в Ковно. Когда ему было три месяца, семья переехала в Вильно, где служил его отец.
В 1908 году окончил юридический факультет Петербургского университета, в 1910 году класс вокала Петербургской консерватории, а в 1912 году класс композиции (у профессора Максимилиана Штейнберга). В 1912—1927 годы (с перерывом на 1914—1917 годы, включившие участие в Первой мировой войне и пребывание в лагере для военнопленных в Йозефштадте) преподавал в Петроградской (Ленинградской) консерватории (с 1919 профессор). В 1927 году вернулся в Литву, где до 1933 года состоял альтистом оркестра Каунасского театра, а в 1933—1941 годах преподавал в Каунасской консерватории (с 1938 профессор). Писал романсы, музыку к спектаклям.
Сын Юргис Карнавичюс (1912—2001) — пианист, как и внук Юргис (род. 1957).

## Сочинения
- опера «Гражина» / Gražina (1933, Каунас, на сюжет Адама Мицкевича)
- опера «Радвила Перкунас» / Radvila Perkūnas (1936, Каунас)
- балет «Красавица» / Gražuolė (1926, Каунас)
- балет «Барокко» / Baroko (1938, Каунас)
- балет «Самозванец» / Apsišaukėlis (1940, Каунас)
- балет «Молодёжь танцует» («Молодёжь балуется») / Jaunimas žaidžia (1941, Каунас)
- кантата «Сказка о залесье» / Užugirio pasaka (на стихи Казиса Бинкиса, 1934)
- кантата «Сторож маяка» / Švyturio sargas (на слова Казиса Бинкиса, 1935)
- симфоническая поэма «Литовская фантазия» / Lietuviškoji fantazija (1925)
- симфоническая поэма «Овальный портрет» / Ovalinis portretas (по Эдгару По, 1928)
- 4 струнных квартета (1913—1925)